# Circuit de Thruxton
Pour les articles homonymes, voir Thruxton.
 (mai 2012).
Si vous disposez d'ouvrages ou d'articles de référence ou si vous connaissez des sites web de qualité traitant du thème abordé ici, merci de compléter l'article en donnant les références utiles à sa vérifiabilité et en les liant à la section « Notes et références ».
Le circuit de Thruxton (en anglais : Thruxton Circuit) est un circuit automobile situé près du village de Thruxton, dans le Hampshire.
Le circuit a été construit sur la base RAF Thruxton (en), un aéroport militaire de la Seconde Guerre mondiale utilisé par la Royal Air Force et l'United States Army Air Forces (USAAF) et fermé en 1946.
Il accueille le championnat britannique des voitures de tourisme (BTCC), le championnat britannique de Superbike (BSB) et le Pickup Truck Racing (en).
Le site comprend également un circuit de karting de 1 100 mètres.